# HD DVD

Logo dell'HD DVD

L'HD DVD (high definition digital versatile disk) è stato un formato di disco ottico digitale creato da Toshiba, ideato principalmente per sostituire i DVD come supporto di memoria ad alta definizione, in diretta competizione con il Blu-ray Disc creato da Sony.

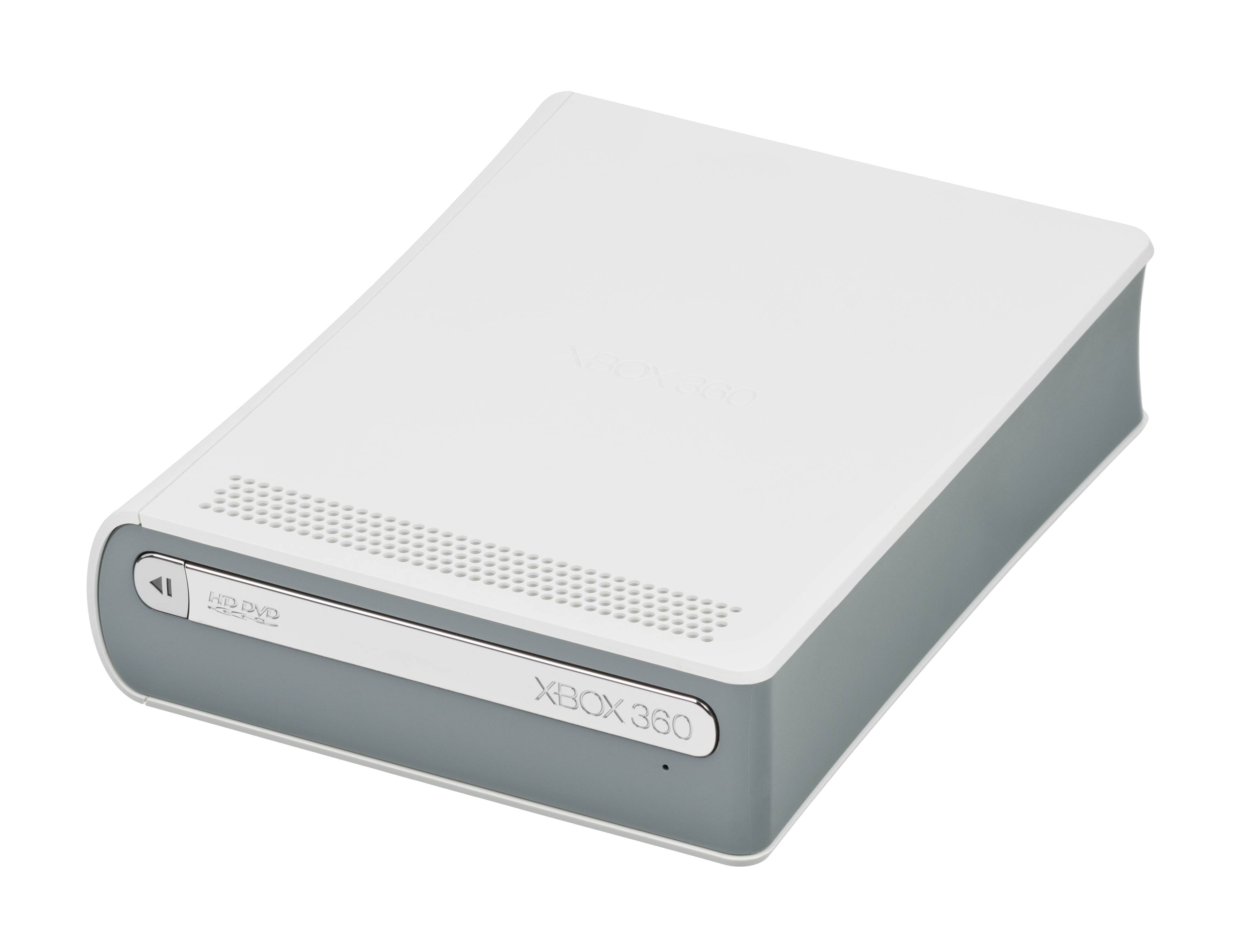
Lettore HD DVD esterno per Xbox 360

Promosso come standard dall'HD DVD Promotion Group, composto dalle società giapponesi Toshiba, Sanyo e NEC, il formato è stato adottato da DreamWorks, Paramount Pictures, Universal Pictures e da Warner Home Video per l'home video e da Microsoft tramite lettore esterno per l'Xbox 360.
Nel 2008 Toshiba ha abbandonato il formato, a cui è seguito lo scioglimento dell'HD DVD Promotion Group.

## Storia

Confronto fra diversi supporti ottici

Uno dei motivi che hanno portato alla creazione dell'HD DVD (originariamente denominato AOD, Advanced Optical Disk), è stata la diffusione della televisione in alta definizione negli Stati Uniti d'America, in Giappone e in Europa.
Parallelamente al lavoro di Sony, Panasonic e Philips per creare un supporto che utilizzasse la tecnologia a laser blu, in seguito noto come Blu-ray Disc, la maggioranza dei membri del DVD Forum insisteva inizialmente nella realizzazione di un disco ottico a doppio strato basato sulla tecnologia del DVD, denominato HD-DVD, nonostante alcune delle società (tra cui Hitachi e Pioneer) avevano già espresso pubblicamente interesse nell'adottare il Blu-ray.
Ignorando i tentativi di impedire la commercializzazione di supporti ottici in concorrenza tra loro, Toshiba e NEC propongono ufficialmente il loro standard al DVD Forum, che lo adotta come formato diretto rivale del Blu-ray.
Analogamente alla Blu-ray Disc Association viene costituito l'HD DVD Promotion Group per promuovere il formato. Nel settembre 2005 Microsoft e Intel annunciano l'adozione dell'HD DVD. Oltre Toshiba, NEC e Sanyo, a febbraio 2008 saranno oltre 60 le aziende che entreranno nel consorzio, tra cui Broadcom, Corel, Fujitsu, Gibson, Hewlett-Packard, Konica Minolta, Lenovo e Ricoh.
Inizialmente HD DVD viene adottato per l'home video da parte di DreamWorks, Paramount Pictures, Warner Home Video e Universal Pictures, con la messa in commercio di alcuni film tra cui L'ultimo samurai, Million Dollar Baby e Serenity nel nuovo formato. Nel gennaio 2008 Warner Bros. decide di interrompere le vendite di HD DVD, indicando una preferenza per il formato rivale della Sony. L'annuncio di Warner causa immediatamente l'annullamento di una conferenza stampa organizzata da Toshiba e altre società dell'HD DVD Promotion Group, prevista per il giorno seguente in occasione del Consumer Electronics Show.
La decisione di Warner, nonostante altre case di distribuzione (tra cui 20th Century Fox, Metro-Goldwyn-Mayer e Lionsgate) avessero già adottato il Blu-ray, alimenta le voci sull'inevitabile declino dell'HD DVD. Negli stessi giorni anche Netflix, Walmart e Best Buy si schierano a favore del formato Sony. Il 19 febbraio 2008 Toshiba annuncia ufficialmente la dismissione entro marzo del progetto HD DVD.

## Caratteristiche tecniche

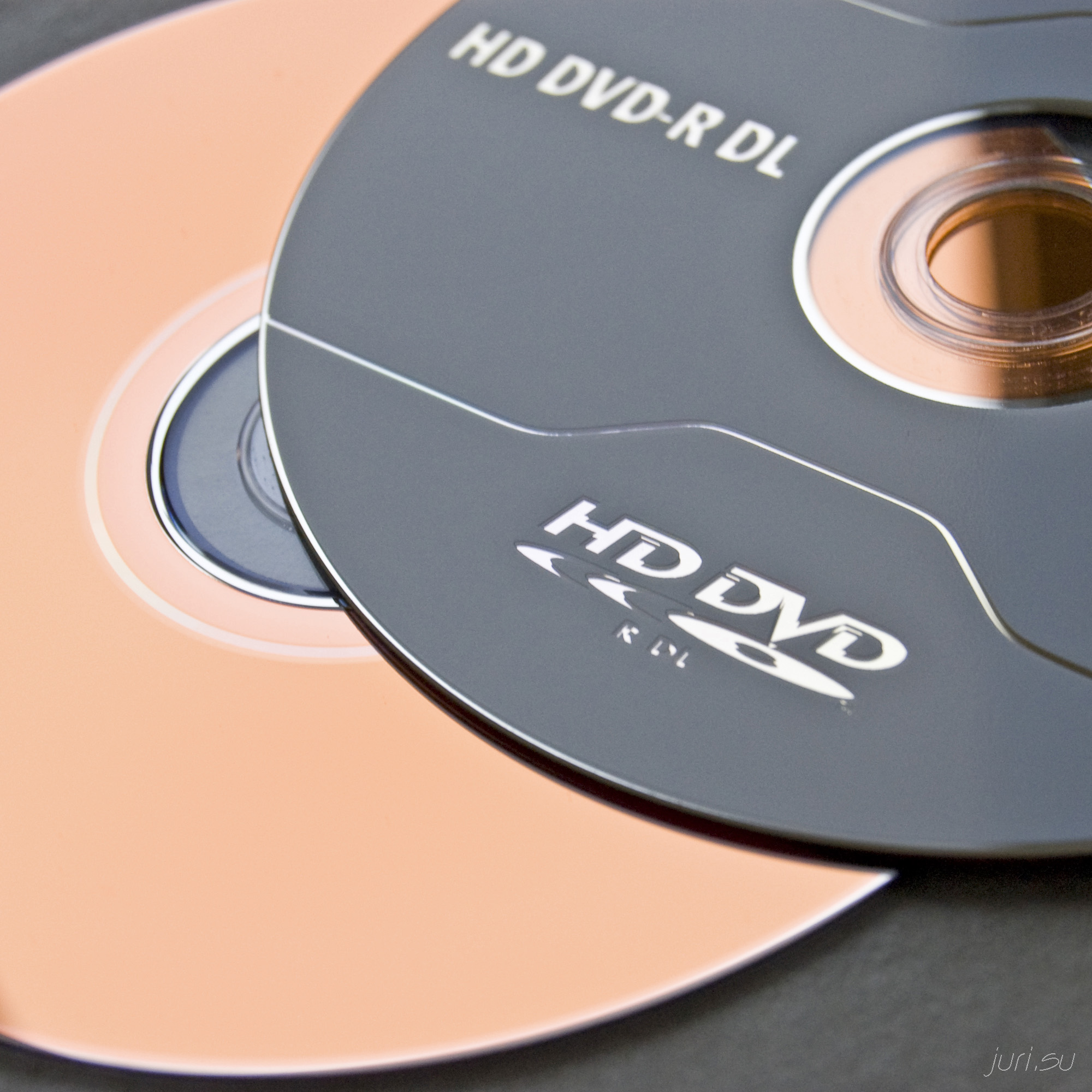
Dischi HD DVD

L'HD DVD è simile al concorrente Blu-ray Disc, che utilizza anch'esso supporti della stessa dimensione, pari a quella dei CD (120 mm di diametro) e un laser blu di 405 nanometri di lunghezza d'onda, ma si differenzia da quest'ultimo per altre caratteristiche: prima fra tutte è la capacità massima di archiviazione.

### Capacità di memorizzazione
Un disco HD DVD ha una capacità di 15 GB per ogni singolo strato, ed esiste in 3 versioni differenti: 15 GB (1 strato), 30 GB (2 strati) e 45 GB (3 strati), quest'ultima presentata il 12 maggio 2005 al Media-Tech Expo di Los Angeles. Era prevista anche per il futuro una quarta versione con standard SD-DVD, che doveva consentire alle Major di masterizzare su entrambe le facciate, rendendo così disponibili film in edizione speciale su singolo disco, ma la sospensione del progetto ha di fatto interrotto lo sviluppo di tale soluzione.

### Dettagli costruttivi
Lo strato protettivo è spesso 0,6 mm, cioè lo stesso spessore utilizzato anche nei DVD ed è maggiore rispetto a quello utilizzato per il Blu-ray che è di soli 0,1 mm. L'apertura numerica della testina ottica è 0,65, simile a quella di 0,6 usata per i DVD. HD DVD riutilizza anche tutta la struttura dei dati già esistente (frames, settori, ECC blocks), gli algoritmi di correzione di errori e gli schemi di modulazione dello standard DVD. L'unica vera differenza rispetto a un DVD tradizionale è che un blocco HD DVD ECC corrisponde a due blocchi DVD ECC concatenati. Tutti questi fattori, messi insieme, determinano un minor costo di produzione dei supporti HD DVD rispetto ai Blu-ray Disc; questi ultimi infatti richiedono di ricalibrare tutte le precedenti linee di produzione dei dischi DVD e inoltre i tradizionali supporti DVD sono tranquillamente riproducibili anche dai lettori del formato HD DVD attraverso piccole modifiche alle unità ottiche.
Per contro però, proprio il maggiore spessore dello strato protettivo dei dischi HD DVD ne causa la minore capacità di memorizzazione offerta da questo standard rispetto al concorrente, dove il substrato su cui vengono scritti effettivamente i dati è molto vicino alla superficie e la diffusione del laser è di conseguenza minore. Meno materiale il laser deve penetrare, maggiore sarà l'apertura numerica e minore sarà la distanza tra due tracce e la lunghezza dei pit. In parole povere, questi cambiamenti permettono maggiore densità di dati su un disco Blu-ray rispetto a quanto possibile su un HD DVD.

### Come è fatto un disco HD DVD double layer
Per poter realizzare un disco HD DVD double layer è necessario ridurre lo spessore dello strato di argento situato in prossimità della testina ottica, in modo che il raggio laser possa raggiungere più facilmente il secondo strato (Layer 0). Lo strato di argento, oltre a riflettere il raggio laser, ha anche la funzione di dissipare il calore generato dal laser stesso. Più lo strato di argento si assottiglia però, più debole diventa l'effetto di dissipazione del calore e, per tale motivo, aumentano le interferenze di calore tra le tracce attigue registrate. Toshiba è riuscita a risolvere questo problema inserendo un colorante organico a elevata conducibilità termica. Si tratta di un colorante con una polarità che aumenta man mano che si passa dallo strato inferiore a quello superiore e in grado di incrementare la riflessione del raggio laser. Un processo produttivo 2P (fotopolimero) è impiegato per la realizzazione dello strato intermedio. Nei supporti double layer DVD-R degli stampi "usa e getta" di poliolefina sono utilizzati per trascrivere le concavità e le convessità dello strato di registrazione sul fotopolimero. Toshiba impiega uno stampo di spessore 0,6 millimetri di policarbonato modellato per iniezione. Il risultato è che il policarbonato una volta utilizzato per gli stampi può essere riutilizzato come substrato alternativo di ricambio.

### Formati di memorizzazione dei video
I lettori ad alta definizione, includono anch'essi la retrocompatibilità con i precedenti DVD, anche se questa procedura ha richiesto alcuni sforzi di progettazione aggiuntivi, con ovvia ricaduta sui prezzi finali dei lettori stessi. L'HD DVD e il Blu Ray impiegano entrambi le stesse tecniche di compressione video e tra queste si possono citare MPEG-2, VC-1 (Video Codec 1, codec basato sul formato Windows Media 9) e H.264/MPEG-4 AVC. Grazie alla compressione MPEG-4/AVC le tre taglie (15, 30 e 45 GB) sono in grado di contenere rispettivamente 4, 8 e 12 ore di filmato ad alta definizione.

## Sistema di protezione dei contenuti

La Free Speech Flag ("Bandiera della libertà di parola") i cui colori sono una codifica di una chiave di decodifica AACS (09 F9 11 02 9D 74 E3 5B D8 41 56 C5 63 56 88 C0) resa nota da Digg: il tentativo di censura del sito da parte della AACS ha causato l'indignazione dei lettori del sito, che ha poi deciso di ignorare la minaccia legale di AACS e ripubblicare il codice

Nell'aprile 2005, era stato annunciato che l'HD DVD avrebbe utilizzato l'Advanced Access Content System (AACS), una versione avanzata del sistema CSS utilizzato per i DVD. AACS fornisce al dispositivo di riproduzione una chiave a 128 bit. Le varie "Device Key" sono uniche per ogni dispositivo o condivise tra dispositivi diversi. Il Media Key Block (MKB) è un set di chiavi creati dalla AACS License Association che permettono a ogni dispositivo di sbloccare e visualizzare i contenuti. Se un set di Device Keys è compromesso, può essere creato un nuovo MKB. Questo significa che se la chiave del lettore è compromessa, il DVD diventa inutilizzabile a meno che non sia possibile aggiornare il firmware. Lo standard AACS comprende una connessione di rete, la CRM o content rights management. Il protocollo di gestione dei contenuti digitali funziona in cooperazione con il protocollo HDCP per impedire la riproduzione a dispositivi non abilitati.
A fine dicembre 2006 un hacker presentatosi come "Muslix64" annunciò di essere riuscito a forzare la protezione AACS. L'hacker in sostanza aveva implementato la protezione AACS via software e poi era riuscito a procurarsi una chiave per decodificare i film. Il programma richiedeva per funzionare la corretta chiave di decodifica e questo era il problema principale: sembra che l'hacker fosse riuscito a procurarsi la chiave di alcuni film utilizzano dei lettori software mal programmati, ma non specificò mai quali fossero state le chiavi utilizzate. In teoria le case discografiche potrebbero ritirare le chiavi compromesse rendendole non valide, ma solo i lettori collegati a Internet possono aggiornare le chiavi compromesse e se le case discografiche dovessero dismettere le chiavi compromesse, anche molti utenti in possesso di film originali ma di lettori non aggiornati non potrebbero vedere i film.
Il 30 aprile 2007 era stata resa nota la "Processing Key" in grado di aggirare la protezione AACS; la notizia era diventata immediatamente di dominio pubblico, apparendo anche su Digg. Per cercare di impedire la divulgazione della chiave, AACS aveva inviato una lettera (cease and desist) agli amministratori di Digg intimando loro di cancellare ogni riferimento alla sequenza di numeri, sulla quale AACS sosteneva di avere diritti esclusivi; i gestori del portale hanno quindi provveduto a censurare la sequenza, ma l'azione generò l'intervento massiccio degli utenti, che risposero inserendo la stessa sequenza migliaia di volte in diversi punti di Digg, rendendola di fatto impossibile da rimuovere e ottenendo una vasta visibilità mediatica. Vista la risposta degli utenti, Kevin Rose (fondatore di Digg) decise di smettere di seguire la richiesta di AACS e bloccò il tentativo di censura, schierandosi con gli utenti.
A partire dal 22 maggio 2007 sono stati messi sul mercato HD DVD contenenti una nuova versione della protezione AACS, contenente una nuova "Processing Key" e la revoca della precedente, ormai di dominio pubblico; di conseguenza i proprietari di lettori multimediali sono stati costretti ad aggiornare i loro sistemi, pena la perdita della possibilità di usufruire dei nuovi supporti. Diversa la situazione per chi intendeva effettuare copie di backup dei propri HD DVD (cosa di per sé legale) aggirando la protezione AACS (cosa di per sé illegale), in quanto dal 12 maggio sono disponibili applicazioni in grado di gestire anche la nuova versione della protezione. Il 23 maggio è stata resa pubblica la nuova processing key.

### Proposta per un'ulteriore nuova tecnologia di protezione
Al fine di limitare il fenomeno della pirateria cui il mercato del cinema è da sempre affetto, era previsto che HD DVD incorporasse nel futuro la tecnologia Watermark, che era al vaglio di DVD Forum fino a quando non fu fermato lo sviluppo dell'intero progetto.
Watermark, che tradotto letteralmente significa "filigrana", altro non sarebbe che un classico segno di riconoscimento che doveva essere incluso nei contenuti digitali, ovviamente non visibili a occhio nudo, anzi, non udibili. Doveva essere proprio la traccia audio, e non quella video, a ospitare quelle piccole variazioni che solo un lettore ad hoc sarebbe in grado di riconoscere. In presenza di materiale contraffatto, il lettore si sarebbe spento, rendendo impossibile la riproduzione dei contenuti.
Il lettore dunque avrebbe analizzato in fase di riproduzione la forma d'onda di una o più tracce audio, riconoscendo l'autenticità della copia e iniziandone la riproduzione. Le versioni cinematografiche e destinate a uso casalingo, inoltre, avrebbero avuto contrassegni differenti, impedendo quindi di filmare uno schermo e riprodurre il contenuto su un lettore compatibile Watermark.

## Stato delle specifiche

Le specifiche

Le ultime specifiche dell'HD DVD-ROM (sola lettura) e HD DVD-RW (ri-registrabile) sono giunte alla versione 1.0, invece quelle dell'HD DVD-R (registrabile) sono giunte solo alla 1.9. I primi lettori HD DVD-ROM erano attesi per la fine del 2004 con produzione in volumi per l'inizio del 2005, ma poi sono stati posticipati, prima alla fine del 2005 e successivamente al secondo trimestre 2006.
Il termine "ri-registrabile" a proposito del formato HD DVD-RW è stato utilizzato al posto del più usuale "riscrivibile" in quanto, il 22 novembre 2005 erano stati presentati i nomi e loghi con cui sono poi stati commercializzati i supporti HD DVD. I dischi riscrivibili, in precedenza identificati come HD DVD-Rewritable, sono stati battezzati HD DVD-RAM; quelli ri-registrabili, prima noti come HD DVD-Re-recordable, sono poi arrivati sul mercato con il nome di HD DVD-RW. Toshiba non ha fatto in tempo a rendere chiare le differenze tecniche tra l'uno e l'altro formato HD DVD riscrivibile: l'ipotesi è che il "-RAM" sarebbe stato indirizzato soprattutto alle aziende, mentre l'"-RW" era più adatto al mercato di massa. L'HD DVD rewritable (-RAM) era in larga parte basato sulla vecchia specifica DVD-RAM e, a differenza del formato re-recordable (-RW), probabilmente supportava un solo strato di memorizzazione.

## Titoli di film annunciati
Alla fine di novembre 2005 sarebbero dovuti arrivare i primi 89 titoli ad alta definizione su supporto HD DVD. Le demo avevano entusiasmato il pubblico: la differenza con i DVD standard era evidente. Per quanto riguardava i player, Toshiba aveva sempre dichiarato che il segnale HD sarebbe stato disponibile solo con le porte HDMI (e le connessioni digitali compatibili); le uscite analogiche invece disponevano di un ridimensionamento a 480 linee. I lettori HD DVD, inoltre, integrano l'interfaccia USB per il collegamento al PC e alle altre periferiche.
In ogni caso era già stato annunciato che entro la fine del 2006 la disponibilità di titoli sarebbe arrivata fino a 230.

## Annunci dal mondo HD DVD
- Il 22 dicembre 2003 NEC presentò un prototipo di drive che sfruttava una sola lente per leggere e scrivere sia la precedente generazione di dischi DVD a laser rosso che la nuova generazione di dischi HD DVD a laser blu. Il produttore giapponese sosteneva che questa caratteristica consentiva di costruire dispositivi HD DVD più piccoli, sottili e soprattutto economici. Il prototipo di NEC era in quel momento in grado di leggere dischi ROM a singolo (15 GB) e doppio strato (30 GB) e di scrivere dischi RW da 20 GB.
- Il 27 luglio 2004 Microsoft riferì che il sistema operativo di nuova generazione dell'azienda, Windows Vista, sarebbe stato compatibile con la tecnologia HD DVD. Un responsabile del gruppo giapponese del colosso americano annunciò contestualmente che non era stato ancora deciso l'eventuale supporto della tecnologia concorrente Blu-ray.
- Il 10 dicembre 2004 Toshiba presentò un nuovo supporto ibrido contenente 1 layer DVD e 1 layer HD DVD, compatibile quindi sia con i tradizionali lettori DVD sia con i nuovi HD DVD. Si trattava senza dubbio di un buon tentativo per realizzare una transizione graduale al nuovo formato senza tagliare nettamente con il passato, ma il successo di questa tecnologia fu subito tutt'altro che scontato.
- Nell'aprile 2005, Apple aggiornò la propria versione del software DVD Studio Pro aggiungendo il supporto alla produzione di contenuti in alta definizione. DVD Studio Pro consentiva inoltre la scrittura di supporti HD DVD sebbene in quel momento non fossero ancora disponibile le unità ottiche in grado di scrivere tali dischi.
- Il 12 maggio 2005 al Media-Tech Expo di Los Angeles venne proposta un'evoluzione del supporto HD DVD da 45 GB (utilizzando 3 strati); quest'ultimo step era un chiaro tentativo di competere più ad armi pari con il concorrente Blu-ray che già nella sua versione iniziale poteva contenere 50 GB utilizzando solo 2 strati da 25 GB l'uno.
- Il 13 maggio 2005 Sony (principale promotore dello standard concorrente Blu-ray) dichiarò che nel 2006 avrebbe messo in commercio anche unità ottiche compatibili HD DVD per il quale erano già pronti oltre 50 film.
- Il 14 settembre 2005 Il DVD Forum approvò le specifiche del formato registrabile HD DVD-R da 30 GB. Toshiba sperava di passare dalla precedente versione 1.9 a quella 2.0 entro la fine dell'anno. La realizzazione di dischi 30 GB era stata resa possibile utilizzando un nuovo die organico prodotto in collaborazione con gli sviluppatori.
- Il 10 ottobre 2005, nel corso del "DVD japan Conference 2005" Toshiba aveva lasciato intuire che tale standard non avrebbe incluso un codice regionale, come accadeva invece con i tradizionali DVD Video. La scelta prendeva vita anche da diverse indagini di mercato, dalle quali era emersa una diffusa impopolarità per i codici regionali da parte della quasi totalità del pubblico. Nato come strumento per arginare la pirateria e per mantenere separati mercati ben distinti, tale limitazione ha di fatto reso impossibile riprodurre sui comuni DVD da tavolo materiale acquistato legalmente in uno stato differente, a meno di non disporre di un lettore "Region Free" o addentrandosi in complessi e limitati cambi di regione.
- Il 22 novembre 2005 vennero presentati i nomi e loghi con cui sarebbero poi stati commercializzati i supporti HD DVD. I dischi riscrivibili, in precedenza identificati come HD DVD-Rewritable, vennero battezzati HD DVD-RAM; quelli ri-registrabili, prima noti come HD DVD-Re-recordable, erano diventati HD DVD-RW.
- Il 31 marzo 2006 Toshiba lanciò in Giappone il suo primo lettore HD DVD da salotto al prezzo di circa 800 euro.
- Il 21 agosto 2007 i colossi Statunitensi Paramount Pictures e DreamWorks Animation annunciarono di distribuire i propri film e contenuti unicamente sul formato HD-DVD, formato che secondo la Paramount Home Entertainment (che distribuisce i contenuti della stessa Paramount e della DreamWorks Animation oltre che quelli di MTV Films, Nickelodeon Films, DreamWorks Pictures e Paramount Vantage) "garantisce il minor costo e la migliore qualità per l'alta definizione".
- A gennaio 2008, La Warner Bros. e la BBC hanno annunciato che sarebbero passate al Blu-ray. Questo è stato un durissimo colpo per lo standard HD DVD in quanto con questo annuncio più dell'82% dei sostenitori sta dalla parte del Blu-ray e le vendite sono passate da decine di migliaia di HD DVD al mese a poco più di un migliaio.
- Il 17 febbraio 2008 il canale TV NHK ha confermato le voci secondo cui Toshiba avrebbe deciso di abbandonare il suo formato. Toshiba meditava da tempo di arrendersi al formato concorrente, e la decisione arrivò in seguito alla scelta di Wal-Mart e Best Buy, le maggiori catene di distribuzione statunitensi, di vendere film esclusivamente in Blu-ray[34].
- Il 19 febbraio 2008 Toshiba ha confermato la cessazione del business HD DVD entro marzo, annunciando l'interruzione della produzione e dello sviluppo di lettori e videoregistratori HD DVD da tavolo.[35]

## Trattative per il formato unico
Il 25 marzo 2005 Ryoji Chubachi, uno dei capi di Sony, nel suo discorso sulla lotta per il "dopo DVD" tra il consorzio Blu-ray e quello HD DVD, dichiarò che una soluzione di compromesso con il consorzio HD DVD sarebbe stata la cosa migliore per tutti, dai consumatori ai produttori, e questo fece subito scattare una serie di commenti, polemiche e speculazioni: alcuni pensavano infatti che questo segno di apertura non fosse dettato da un vero interesse per il "bene del consumatore" ma piuttosto dal fatto che il concorrente HD DVD, essendo retrocompatibile con i lettori precedenti, comportava meno costi di produzione, e inoltre sarebbe arrivato nei negozi prima del Blu-ray.
La perplessità da parte della comunità risiedeva nella convinzione che gli intenti di fusione fossero spinti dal tentativo di far "cedere" l'altra parte. Del resto l'unificazione degli standard apparve subito molto difficile almeno dal punto di vista hardware, il che significava che per un tale proposito uno dei due contendenti avrebbe dovuto in un certo senso "autoscartarsi".
Tutto questo ha fatto tornare alla mente la storica guerra tra formati che ebbe luogo 20 anni prima tra gli standard VHS, Betamax e Video2000. Quella volta fu lo standard VHS a vincere, nonostante fosse lo standard meno pregiato in termini qualitativi.

## La posizione di Microsoft e Intel

### Microsoft
Il 27 settembre 2005 Microsoft e Intel (binomio conosciuto anche con il nomignolo Wintel) annunciarono apertamente di appoggiare lo standard HD DVD apportando una serie di motivazioni. Secondo Microsoft queste erano le aree in cui Blu-ray aveva (almeno fino a quel momento) fallito:
- Sembrava che la possibilità per i consumatori di fare copie di un disco legalmente ottenuto fosse estremamente ridotta e Intel, che teneva molto al lancio della sua piattaforma Intel VIIV avvenuto agli inizi di settembre 2005 non tollerava questa lacuna.
- Era scarso anche il supporto per dischi ibridi che potevano essere letti sia dai player DVD precedenti che quelli nuovi. Microsoft ha dichiarato che questo era una funzionalità inizialmente promessa da entrambi gli standard, ma che alla fine solo HD DVD mantenne, dato che il prototipo di Blu-ray era ancora nei laboratori e lontano dalla possibile commercializzazione.
- Blu-ray non sarebbe riuscito a mantenere bassi costi né per la produzione, né per la replicazione dei dischi.
- Infine venne criticata anche l'interattività degli standard.

### Blu-ray Disc Association
A tutto questo la Blu-ray Disc Association, per voce di Dell e HP, rispose con le seguenti argomentazioni:
- Quando Intel e MS affermavano che l'HD DVD era più capiente, mettevano a confronto un dual layer (HD DVD 30 GB) con un single layer (BD 25 GB).
- Dell e HP risposero a Microsoft e Intel sul fatto che l'HD DVD fosse il solo formato che consentiva agli utenti di realizzare copie legali dei contenuti di un disco, affermando che questa era una parte del sistema di protezione AACS e AACS era solo una parte delle specifiche del BD.
- Per la Blu-ray Disc Association il BD forniva estensioni per i dischi ibridi, compatibilità con l contemporanei DVD e facilità di uso in PC notebook.
- Blu-ray era un formato superiore. Offriva il 67-150% di capacità in più, alte velocità di trasferimento, compatibilità con i notebook ultrasottili, connettività a banda larga e un collaudato layer interattivo con BD-Java.

### Intel
Il 5 ottobre 2005 anche Intel rivelò direttamente la propria posizione, affermando che il problema maggiore di Blu-ray risiedeva in uno dei suoi sistemi di protezione che prendeva il nome di ROM Mark. Come detto prima, sia HD DVD che Blu-ray dispongono di un sistema di protezione definito AACS (Advanced Access Contest System), che permette di proteggere i contenuti dalla copia non autorizzata. Blu-ray aggiunge a questo altri due livelli di protezione, BD+ (di cui non si sa molto allo stato attuale) e proprio il sistema ROM Mark, molto complesso e articolato, che sembra veramente molto efficace. ROM Mark dovrebbe rendere inutilizzabili i contenuti che risiedono su supporti non autorizzati e non creati da un ben preciso masterizzatore, ad esempio, l'azienda che produce il supporto Blu-ray con contenuti multimediali, per esempio un film, posiziona un marcatore digitale in un punto estremamente preciso della traccia e ne memorizza le coordinate fra i dati scritti sul supporto. Ogni masterizzatore differisce in maniera lieve da un altro e ciò costituisce di fatto una specie di "impronta digitale", una peculiarità di ogni masterizzatore. L'estrema precisione delle coordinate del marcatore digitale permettono di rendere praticamente impossibile copiare il contenuto del disco originale su un altro disco senza che quest'ultimo non venga rilevato come pirata e quindi di impossibile utilizzo. Il supporto scritto con un altro masterizzatore infatti avrà il marcatore in una posizione differente da quanto indicato nei dati.
Il sistema, così come era concepito, risultava estremamente efficace dal punto di vista di Sony, che aveva nell'elettronica di consumo e nell'intrattenimento domestico il proprio mercato principale. Tale iniziativa inoltre andava in effetti a controbattere la pirateria, quella veramente dannosa, ovvero quella che mette in commercio dischi identici in tutto e per tutto agli originali, che ha alle spalle delle vere e proprie associazioni a delinquere. Secondo Intel però, che ha nell'informatica il proprio mercato principale, il concetto di Home Theatre PC ha senso solo se si possono spostare contenuti da supporto DVD a disco rigido. HD DVD, con il solo AACS permette di farlo, allo stato attuale delle cose Blu-ray no.
In ultima analisi, Intel si dichiarò ben disposta ad appoggiare anche lo standard Blu-ray, qualora però quella che era vista come una limitazione all'espansione del proprio mercato fosse stata rimossa.

### Ulteriori considerazioni
Se HD DVD avesse incluso l'annunciato supporto alla tecnologia Watermark, le protezioni utilizzate nel Blu-ray non sarebbero sembrate più così restrittive. In questa eventualità infatti, con HD DVD i contenuti sarebbero stati sì trasportabili da DVD a hard disk, a patto però di cambiare tutto il parco lettori, sostituendo magari anche il disco rigido del proprio PC. Inoltre sarebbero state quasi certamente le case cinematografiche, più che quelle di software e hardware, a decidere quale dei due supporti avrebbe dovuto prosperare. Già allora era chiaro che i sistemi adottati dal Blu-ray "piacevano" di più ai produttori; non a caso alcuni sostenitori di HD DVD decisero di supportare anche Blu-ray con i propri prodotti, ma nessuna casa cinematografica fece il contrario.

## CH-DVD
Il China High Definition DVD (CH-DVD) è il nome provvisorio dato a uno standard sviluppato da società cinesi e compatibile con lo standard HD-DVD. Il CH-DVD dal punto di vista del supporto utilizza tecnologie analoghe a quelle sviluppate per il dischi HD-DVD mentre dal lato dei codec include oltre ai codec MPEG-4 e Windows Media 9 il supporto del codec Audio Video Standard sviluppato da società cinesi e utilizzante brevetti detenuti quasi totalmente da società cinesi. I player CH-DVD sono in grado di riprodurre i dischi HD-DVD ma sono in grado di riprodurre anche i dischi codificati con il formato AVS, questo dovrebbe permettere alle società cinesi di risparmiare fino a 1 miliardo di dollari in royalty nei prossimi dieci anni. L'accordo tra il consorzio HD DVD e il governo cinese permetterà anche alle società cinesi di sviluppare player HD-DVD da vendere sul mercato mondiale.

## Dati tecnici e differenze tra HD DVD e Blu-ray Disc
| Parametri                      | Parametri                      | Blu-ray Disc                                                        | HD DVD                                                              |
| ------------------------------ | ------------------------------ | ------------------------------------------------------------------- | ------------------------------------------------------------------- |
| Capacità ROM (sola lettura)    | (1 layer)                      | 25 GB                                                               | 15 GB                                                               |
| Capacità ROM (sola lettura)    | (2 layer)                      | 50 GB                                                               | 30 GB                                                               |
| Capacità ROM (sola lettura)    | (3 layer)                      | 100 GB                                                              | 51 GB                                                               |
| Capacità ROM (sola lettura)    | (4 layer)                      | 128 GB                                                              | non disp.                                                           |
| Capacità ROM (sola lettura)    | (8 layer)                      | 200 GB (in sviluppo)                                                | non disp.                                                           |
| Capacità RW (riscrivibile)     | (1 layer)                      | 25 GB                                                               | 20 GB                                                               |
| Capacità RW (riscrivibile)     | (2 layer)                      | 50 GB                                                               | 32 GB                                                               |
| Capacità RE (riscrivibile)     | (1 layer)                      | 25 GB                                                               | non disponibile                                                     |
| Capacità RE (riscrivibile)     | (2 layer)                      | 50 GB                                                               | non disponibile                                                     |
| Capacità RE (riscrivibile)     | (3 layer)                      | 100 GB                                                              | non disponibile                                                     |
| Capacità R (registrabile)      | (1 layer)                      | 25 GB                                                               | 15 GB                                                               |
| Capacità R (registrabile)      | (2 layer)                      | 50 GB (DL)                                                          | non disponibile                                                     |
| Capacità R (registrabile)      | (3 layer)                      | 100 GB (TL)                                                         | non disponibile                                                     |
| Capacità R (registrabile)      | (4 layer)                      | 128 GB (QL)                                                         | non disponibile                                                     |
| Processo produttivo            | Processo produttivo            | nuova tecnologia                                                    | nuova tecnologia                                                    |
| Lunghezza d'onda del laser     | Lunghezza d'onda del laser     | 405 nm                                                              | 405 nm                                                              |
| Apertura numerica              | Apertura numerica              | 0,85                                                                | 0,65                                                                |
| Potenza assorbita in lettura   | Potenza assorbita in lettura   | 0,35 mW                                                             | 0,50 mW                                                             |
| Strato protettivo              | Strato protettivo              | 0,1 mm                                                              | 0,6 mm                                                              |
| Rivestimento resistente        | Rivestimento resistente        | sì                                                                  | no                                                                  |
| Dimensione della traccia       | Dimensione della traccia       | 0,32 μm                                                             | 0,40 μm                                                             |
| Dimensione minima del pit      | Dimensione minima del pit      | 149,0 nm                                                            | 204,0 nm                                                            |
| Velocità di trasferimento dati | Velocità di trasferimento dati | 36 Mbps (1×) 72 Mbit/s (2×) 54 Mbit/s (video BD-ROM)                | 36,5 Mbit/s                                                         |
| Risoluzione video              | Risoluzione video              | 1920 × 1080 / 3840 x 2160                                           | 1920 × 1080                                                         |
| Compressione video             | ROM                            | MPEG-2 MPEG-4 AVC (H.264) VC-1 HEVC (H.265)                         | MPEG-2 MPEG-4 AVC (H.264) VC-1                                      |
| Compressione video             | RW/R                           | MPEG-2                                                              | MPEG-2                                                              |
| Codifica audio                 | Codifica audio                 | PCM Dolby Digital Dolby Digital Plus DTS DTS-HDDolby Lossless (MLP) | PCM Dolby Digital Dolby Digital Plus DTS DTS-HDDolby Lossless (MLP) |